# Bernd Mikulin
Bernd Mikulin (* 23. Januar 1942 in Radebeul; † 13. Mai 2009 in Dresden) war vom 21. April 1990 bis zu seinem Tod Präsident des Deutschen Anglerverbandes (DAV).

## Leben
Seine Schulzeit in Oberlößnitz und Radebeul beendete er mit der allgemeinen Hochschulreife. Anschließend leistete er seinen Wehrdienst in einer medizinischen Einheit, in der er eine Ausbildung zum Krankenpfleger absolvierte. Nach der Ableistung seines Wehrdienstes studierte er unter anderem Pädagogik und Rechtswissenschaften und arbeitete danach in leitenden Funktionen in verschiedenen Unternehmen in Dresden. Seit 1990 war er selbständiger Angelgerätefachhändler.
Bernd Mikulin verstarb nach langer, schwerer Krankheit.

## Wirken
1952 wurde Bernd Mikulin Mitglied in einem lokalen Anglervereins und wurde 1980 Vorsitzender des damaligen Bezirksfachausschusses Angeln in Dresden.
1990 wurde Bernd Mikulin zum Präsidenten des 1954 in der DDR gegründeten Deutschen Anglerverbandes gewählt.
Besondere internationale Anerkennung fand seine erfolgreiche Bemühung um die Ausrichtung der 10. Weltmeisterschaft im Süßwasserangeln für Angler mit Behinderung 2008 in Potsdam.
Bernd Mikulin hat maßgeblichen Anteil sowohl an der Festigung der Traditionen des Verbandes in der ehemaligen DDR als auch an der Neuformierung in den alten Bundesländern.
Im Jahr 2003 erhielt Bernd Mikulin in Würdigung seiner Leistungen für die Förderung des sozial- und naturverträglichen Angelns sowie für seine Bestrebungen um die Einheit des Berufs- und Freizeitfischens das Bundesverdienstkreuz am Bande.
Von 1993 bis 1997 war er des Weiteren Vizepräsident der Confederation Internationale de la Peche Sportive (C.I.P.S.)
Außerdem war Bernd Mikulin an der Gründung des European Anglers Forum (EAF) maßgeblich beteiligt.